# Інтроверсія — екстраверсія
Інтроверсія — екстраверсія — дихотомічні поняття в теорії особистості, які запропонував психіатр і психотерапевт Карл Густав Юнг у 1921 році у своїй праці «Психологічні типи», щоб описати ставлення людей відповідно до їх тенденцій звертати увагу на зовнішні об'єкти або їх власний внутрішній світ. Ці типи режиму є компенсаторними стосовно несвідомої психіки. Тобто, людина, яка має свідому орієнтацію екстраверт, в його несвідомому буде інтроверт, і навпаки. Юнг всіляко підкреслював протилежність людських нахилів. На нього справила таке враження активність особистісних суперечок, що він постулював як незмінний закон: наявність якої-небудь однієї тенденції зазвичай вказує на присутність їй протилежної.
За словами швейцарського психіатра:
«Дві особи бачать один і той же об'єкт, але вони бачать його не так, щоб обидві, отримані від цього картини, були абсолютно ідентичні. Крім різної гостроти органів почуттів і особистого порівняння часто бувають глибокі відмінності в роді і розмірі психічної асиміляції перцепційованого образу»

Пізніше американки Ізабель Маєрс і Кетрін Бріггс копіювали ці концепції, розроблені Юнгом, в тест MBTI особистості. Це дві основоположні риси особистості в психології.

## Екстраверти
Екстраверти — це тип особистості (або поведінки), що орієнтований у своїх проявах на зовнішній світ, на оточення.
Для екстравертів характерна поведінка, при якій людина прагне до:
- Спілкування з людьми,
- Уваги з боку оточення,
- Участі у публічних виступах,
- Участі в багатолюдних заходах і вечірках.

Екстраверти отримують стимул до існування від зовнішнього світу — від дій, людей, місць та речей. Тривалі періоди бездіяльності, внутрішнього споглядання, самотності або спілкування тільки з однією людиною позбавляють їх відчуття сенсу життя. Однак, навіть екстравертам необхідно чергувати періоди гарячкової активності з відпочинком. Екстраверти можуть багато чого запропонувати нашому суспільству: вони легко самовиражаються, сконцентровані на результатах, воліють перебувати в натовпі та діяти.
Екстраверт може бути чудовим тамадою, організатором (часто на громадських засадах), урядовцем, керівником, артистом чи конферансьє.

## Інтроверти
Інтроверти — тип особистості, орієнтований «всередину» або «на» себе. Інтровертність — зовсім не те, що сором'язливість або відчуженість, це не патологія. Крім того, цю властивість особистості не можна змінити, навіть якщо вони дуже сильно захочуть. Для інтровертів характерна поведінка, більш пов'язана з комфортною самотністю, внутрішніми роздумами й переживаннями, творчістю або спостереженням за процесом. У типології Леонгарда, екстраверт — особистість безвільна, піддавана впливу з боку, в той час, як інтроверт — навпаки, особистість вольова. Інтроверти стримані, педантичні, пунктуальні, небагатослівні. Це категорія людей, які перш ніж сказати, все ретельно обдумують, і тільки потім, можливо, вирішують вербалізувати інформацію. Завдяки своїй вдумливості, розважливості й спокою інтроверти полюбляють вдаватися в суть речей.
Найважливіша характерна риса інтровертів полягає в джерелі енергії: інтроверти черпають енергію зі свого внутрішнього світу ідей, емоцій і вражень. Вони консервують енергію. Зовнішній світ швидко викликає у них неприємні відчуття. Це може виявлятися в нервовості або, навпаки, в апатії. У будь-якому випадку їм необхідно обмежувати соціальні контакти, щоб не опинитися повністю спустошеними. Проте інтровертові потрібно доповнити час, проведений на самоті, часом, коли вони виходять у зовнішній світ, інакше вони можуть втратити відчуття перспективи й взаємозв'язок з іншими людьми. Інтроверти, здатні врівноважувати свої енергетичні потреби, володіють стійкістю і завзятістю, можуть дивитися на речі незалежно, глибоко зосереджуватися і творчо працювати.
Інтроверти подібні до електричної батареї з підзарядкою. Їм необхідно періодично зупинятися, переставати витрачати енергію і відпочивати, щоб зарядитися знову. Саме можливість зарядитися і забезпечує інтроверту менш збудливі обставини. У ній вони відновлюють енергію. Нерідкі випадки, коли інтроверти через соціальне несприйняття переступають через себе і надягають «маску», стаючи веселою, товариською людиною, але як тільки у нього з'являється можливість відпочити від своєї ролі, і зануритися у свої думки, інтроверт стає таким, яким він є — орієнтованим на свій внутрішній світ. Типовий інтроверт спокійний, віддалений від усіх, крім близьких людей, планує свої дії завчасно, любить порядок у всьому і тримає свої почуття під суворим контролем. Якщо екстраверту для комфорту необхідна присутність інших людей, то інтроверту комфортно працювати й на самоті.
Інтроверт може бути чудовим ученим, психологом, дослідником або письменником.

## Амбіверти
Тип особистості, середній між інтровертом та екстравертом.

## Еволюція концепцій
Вперше термін з'являється в роботі Карла Юнга 1921 «Психологічні типи». У цій праці стверджується, що екстраверсія проявляється в спрямованості лібідо людини на зовнішній світ, у тому, що екстраверт віддає перевагу соціальним та практичним аспектам життя без занурення у світ уяви та роздумів. Інтроверт, навпаки, віддає перевагу роздумам і уяві в операціях з реальними зовнішніми об'єктами.
З часом Юнг істотно переглянув погляди на екстраверсію-інтроверсію. По-перше, він виділив ряд самостійних факторів (психологічних функцій), які він раніше включав до складу екстраверсії-інтроверсії: мислення, почуття (переживання), відчуття, інтуїція. По-друге, починаючи зі своєї програмної роботи «Психологічні типи» (1921) він не говорив про екстравертів та інтровертів, а про домінанту функцію екстраверсії або інтроверсії. Тобто він писав, що в психіці індивіда, людини може домінувати одна з функцій — екстраверсійне або інтроверсійне мислення, почуття, відчуття, інтуїція, при цьому в психіці знаходилося місце і для інших функцій, які відігравали допоміжну роль.
Айзенк, запозичив у Юнга ці поняття, наповнюючи їх дещо іншим змістом — для Айзенка ці поняття є полюсами суперфактора — комплексу корелівних між собою рис особистості, які генетично детерміновані. Типовий екстраверт за Айзенком оптимістичніший, імпульсивній, має широке коло знайомств і слабкий контроль над емоціями та почуттями. Навпаки, типовий інтроверт — спокійний, віддалений від усіх, крім близьких людей, планує свої дії завчасно, любить порядок у всьому і тримає свої почуття під суворим контролем.
У психіатрії поширена типологія Леонгарда, який запозичив найраніше тлумачення цього терміна в Юнга і переосмислив його: за Леонгардом, екстраверт — особистість безвільна, сприйнятлива до впливу з боку, інтроверт — особистість з волею. В той самий час, типологія Леонгарда є психіатричною, а не психологічною, і відноситься перш за все до патології. Якщо ж говорити не про патології, то близькими до тлумачення Леонгардом (але не Юнгом) цього терміна є такі терміни психології, як локус контролю (внутрішній і зовнішній), екстерналізм і інтерналізм (Акофф і Емері), та ін.
Терміни «екстраверсія» та «інтроверсія» використовуються також в типології Маєрс-Бріґґс, в соціоніці, в психософії, та в інших сучасних опитувальників та діагностичних методик, де їх тлумачення має свою специфіку.